# Lista najwyższych budynków w Seulu
Seul jest największym miastem w Korei Południowej i jednym z największych na świecie. Jest to także jedno z największych skupisk wieżowców, nie tylko w kraju i Azji, ale także i na całym świecie. W całym mieście znajduje się 15 budynków przekraczających 200 metrów wysokości. Ponad 100 metrów osiągają 128 budynki. Pierwszy budynek, który sięgnął tutaj 150 metrów został wybudowany w roku 1985 (63 Building), był to wtedy najwyższy budynek w całej Azji. Był to jednak jeden z nielicznych tak wysokich gmachów jakie wtedy powstały. Większość ze znajdujących się tu obecnie wieżowców powstała w latach 1998 – 2006. Wśród nich także obecnie najwyższy, Tower Palace 3 Tower G. Jest to zarazem najwyższy wieżowiec mieszkalny w kraju. W trakcie budowy jest kolejnych kilka budynków. Jednak ich budowa jest w większości wstrzymana.

## 15 najwyższych

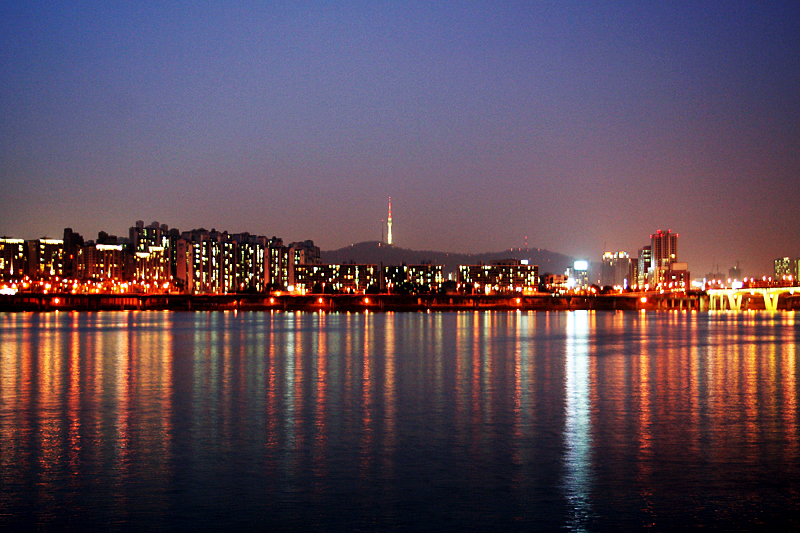
Seul od strony rzeki Han

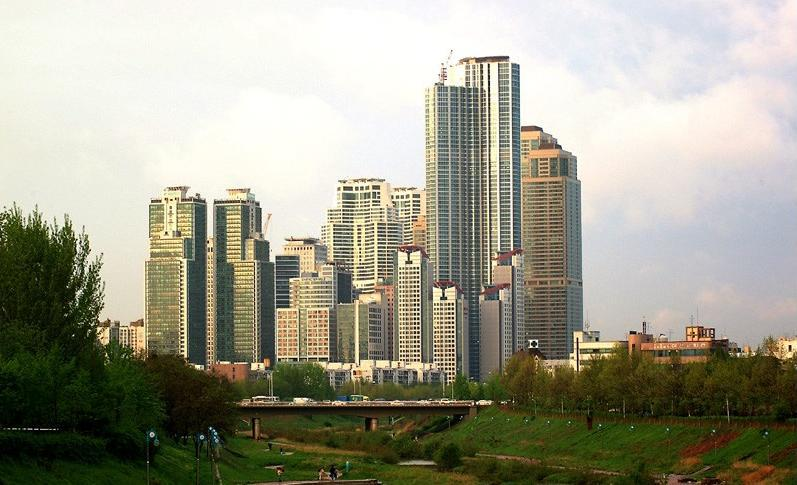
Seul

| Ranking | Budynek                            | Wysokość strukturalna | Liczba pięter | Rok budowy |
| ------- | ---------------------------------- | --------------------- | ------------- | ---------- |
| 1.      | Lotte World Tower                  | 554,5 m               | 123           | 2017       |
| 2.      | Three International Finance Center | 284 m                 | 55            | 2012       |
| 3.      | Tower Palace 3 Tower G             | 264 m                 | 73            | 2004       |
| 4.      | Mok-dong Hyperion Tower A          | 256 m                 | 69            | 2003       |
| 5.      | KLI 63 Building                    | 249 m                 | 60            | 1985       |
| 6.      | FKI Tower                          | 245,5 m               | 50            | 2013       |
| 7.      | Mok-dong Hyperion Tower B          | 239 m                 | 63            | 2003       |
| 8.      | Tower Palace 1 Tower B             | 234 m                 | 66            | 2002       |
| 9.      | Trade Tower                        | 228 m                 | 54            | 1988       |
| 10-10.  | Tower Palace 1 Tower A             | 209 m                 | 59            | 2002       |
| 10-11.  | Tower Palace 1 Tower C             | 209 m                 | 59            | 2002       |
| 12.     | Star Tower                         | 204 m                 | 45            | 2000       |
| 13.     | Samsung Electronics Corporation HQ | 203 m                 | 44            | 2008       |
| 14.     | Mok-dong Hyperion Tower C          | 201 m                 | 54            | 2003       |
| 15.     | Ichon Rex Tower A                  | 201 m                 | 56            | 2015       |

## Pozostałe budynki powyżej 150 metrów
| Ranking | Budynek                      | Wysokość strukturalna | Liczba pięter | Rok budowy |
| ------- | ---------------------------- | --------------------- | ------------- | ---------- |
| 11.     | The Sharp Star City Tower A  | 196 m                 | 58            | 2006       |
| 12-12.  | Tower Palace 2 Tower E       | 191 m                 | 55            | 2003       |
| 12-13.  | Tower Palace 2 Tower F       | 191 m                 | 55            | 2003       |
| 14.     | Techno Mart 21               | 189 m                 | 39            | 1998       |
| 15.     | ASEM Tower                   | 176 m                 | 42            | 1999       |
| 16.     | Boramae Chereville           | 174 m                 | 49            | 2002       |
| 17.     | LG Gangnam Tower             | 173 m                 | 38            | 1998       |
| 18.     | The Sharp Star City Tower C  |                       | 50            | 2006       |
| 19.     | Hyundai 41 Tower             | 168 m                 | 41            | 2001       |
| 20-20.  | Academy Sweet                | 167 m                 | 51            | 2004       |
| 20-21.  | SBS Broadcasting Centre      | 167 m                 | 24            | 2003       |
| 22-22.  | Daelim Acrovill One          | 163 m                 | 46            | 1999       |
| 22-23.  | Daelim Acrovill Two          | 163 m                 | 46            | 1999       |
| 24.     | Tower Palace 1 Tower D       |                       | 42            | 2002       |
| 25.     | Hyundai Superville Tower D   | 162 m                 | 46            | 2003       |
| 26.     | SK Building                  | 160 m                 | 38            | 2000       |
| 27.     | I-Park Tower 103             | 159 m                 | 46            | 2004       |
| 28-28.  | Doosan Tower                 | 156 m                 | 34            | 1999       |
| 28-29.  | I-Park Tower 101             | 156 m                 | 45            | 2004       |
| 30.     | The Sharp Star City Tower D  |                       | 45            | 2006       |
| 31-31.  | Kumho Richensia Tower A      | 151 m                 | 40            | 2003       |
| 31-32.  | Dongbu Finance Building      | 151 m                 | 35            | 2001       |
| 33-33.  | Dong Yang Group Headquarters | 150 m                 | 41            | 2003       |
| 33-34.  | Galleria Palace Tower A      | 150 m                 | 46            | 2005       |
| 33-35.  | Galleria Palace Tower B      | 150 m                 | 46            | 2005       |
| 33-36.  | Galleria Palace Tower C      | 150 m                 | 46            | 2005       |